# 誉謝女王
誉謝女王（よさじょおう/よさのおおきみ、生年不明 - 慶雲3年6月24日（706年8月8日））は、飛鳥時代の皇族。系譜は不明。名は与射とも記される。

## 記録
『万葉集』巻第一には、大宝2年（702年）10月から約ひと月にわたる、持統太上天皇の行幸の旅の最初に三河国に立ち寄った際に、京に留まって詠んだとされる1首が掲載されている。歌の内容からすると、女王は夫に先立たれたことが推測される。なお、『続日本紀』によると、持統太上天皇はこの行幸の旅を終えた後、ほどなくして崩御した。
『続日本紀』によると、女王もそれからほどなくした慶雲3年（706年）、従四位下で薨去した。